# Ravensburger Erklärung
Die Ravensburger Erklärung ist ein ökumenisches Dokument aus dem Jahr 2017. Die ehemalige Reichsstadt Ravensburg wurde durch die Parität beider Konfessionen geprägt. Daraus leitet sich ein besonderes Engagement von Ravensburgern für die Ökumene wie auch für den interreligiösen Dialog ab.

## Ökumene und eucharistische Gastfreundschaft
Seit 2014 hatten die evangelische und die katholische Stadtkirchengemeinde ihre ökumenische Zusammenarbeit verstärkt. Am Sonntag, dem 8. Oktober 2017, fand in der Altstadt von Ravensburg die Aktion „Brot und Wein – gemeinsam an einem Tisch“ statt. Dazu war ein 400 Meter langer Tisch zwischen Liebfrauenkirche und evangelischer Stadtkirche aufgebaut worden. Zahlreiche Menschen nahmen dort Platz zu einer Mahlfeier mit Brot und Saft. Abschließend wurde in der Stadtkirche vom katholischen Stadtpfarrer Hermann Riedle, vom evangelischen Stadtpfarrer Martin Henzler-Hermann und dem Oberbürgermeister Daniel Rapp eine gemeinsame Erklärung unterzeichnet, mit der die katholische und die evangelische Kirche in Ravensburg ihre ökumenische Zusammenarbeit bekräftigen und sich gegenseitig eucharistische Gastfreundschaft gewähren („Hier vor Ort beginnen wir mit einer einladenden Kirche, indem wir uns offen und herzlich zu Kommunion und Abendmahl einladen“). Die Vorsitzenden des katholischen Pfarrgemeinderats und des evangelischen Kirchengemeinderats unterschrieben ebenfalls und im Anschluss daran alle Gemeindeglieder, die dies wünschten. „Im bischöflichen Rottenburg herrschte zu diesem bemerkenswerten Vorgang Stille, ein ganzes Jahr lang“ kommentierte Thomas Seiterich für Publik-Forum.
Der katholische Stadtpfarrer musste sich auf Weisung aus Rottenburg später von der Erklärung distanzieren. Ende September 2018 verbot der Rottenburger Bischof Gebhard Fürst die gegenseitige Einladung zu Kommunion und Abendmahl aufgrund geltenden Kirchenrechts. Im Oktober 2018, ein Jahr nach der Unterzeichnung, protestierten Christen mit einem Schweigemarsch durch Ravensburg gegen diese Entwicklung.
Am 25. März 2019 erläuterte Bischof Gebhard Fürst vor etwa 400 Interessierten im voll besetzten Ravensburger Schwörsaal seine Position. Er wies die Erklärung nicht insgesamt zurück, betonte auch den Wert des guten ökumenischen Miteinanders in Ravensburg, aber die gegenseitige Einladung zu Kommunion und Abendmahl könne er nicht mittragen, da beide Konfessionen ein unterschiedliches Verständnis der gewandelten Hostie hätten. „Ohne eine geänderte theologische Auffassung dazu in der evangelischen Kirche sah Fürst derzeit keine Möglichkeit eines ökumenischen Abendmahls,“ erläuterte die bischöfliche Pressestelle. Dass auch lutherische Christen an die Realpräsenz Jesu Christi in Wein und Brot glauben, erkannte Bischof Fürst an, doch blieben große Unterschiede bestehen. In einer Ausnahmesituation könne ein evangelischer Christ die Kommunion empfangen, ein katholischer Christ dürfe aber nicht am evangelischen Abendmahl teilnehmen. Aus dem Publikum konnten Fragen gestellt werden, die dann von den Mitarbeitern des Bischofs gewichtet, sortiert und vorgetragen wurden.
Sprechzeit für einen Vertreter der evangelischen Kirche war bei der Veranstaltung nicht vorgesehen. Dekan Friedrich Langsam hatte zuvor erläutert, dass die evangelische Landeskirche Christen anderer Konfessionen grundsätzlich zum Abendmahl einlade, und sah hier ein innerkatholisches Problem, bei dem Protestanten nur „interessierte Zuhörer“ sein wollten.

## Interreligiöser Dialog
Daneben gibt es auch eine „Ravensburger Erklärung für das Zusammenleben der Religionen und den interreligiösen Dialog in Ravensburg“. Sie wurde bereits am 22. September 2017 im Rathaus der Stadt unterzeichnet und sollte die Gründung eines „Rats der Religionen“ in Ravensburg vorbereiten. Der Erklärung traten Repräsentanten folgender Religionsgemeinschaften bei:
- Alevitische Kulturgemeinde Ravensburg,
- Bahá’í-Gruppe Ravensburg,
- DITIB – Türkisch-Islamische Gemeinde zu Ravensburg,
- Ev. Gesamtkirchengemeinde,
- Islamische Gemeinschaft der Bosniaken in Deutschland, Region Bodensee-Ravensburg,
- Kath. Gesamtkirchengemeinde und keb – Katholische Erwachsenenbildung im Kreis Ravensburg,
- Russisch-orthodoxe Gemeinde Ravensburg.